# نيسان ار 391
نيسان ار 391 (بالإنجليزية: Nissan R391)‏ هي سيارة من صناعة نيسان موتورز.